# Nova Castilho
Nova Castilho este un oraș în São Paulo (SP), Brazilia.